# Atopsyche davidsoni
Atopsyche davidsoni is een schietmot uit de familie Hydrobiosidae. De soort komt voor in het Neotropisch gebied.